# Fan

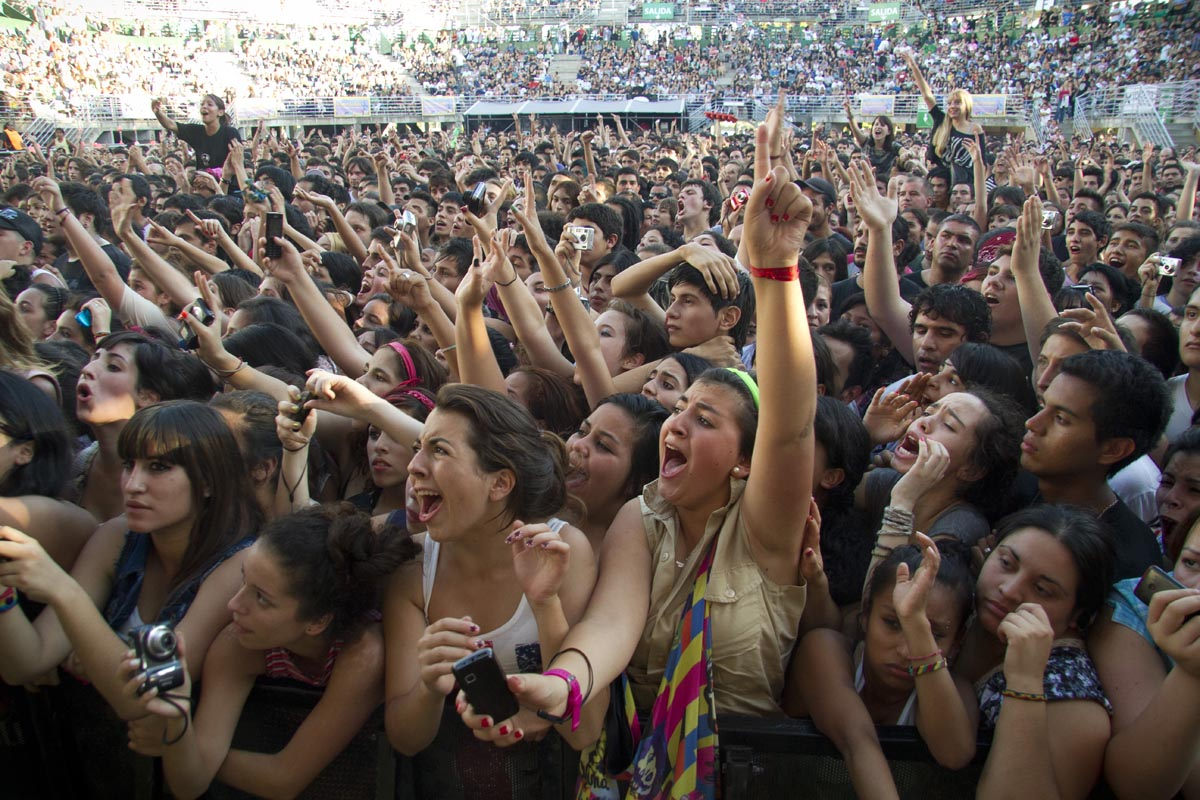
Aficionats en un recital a Buenos Aires, Argentina

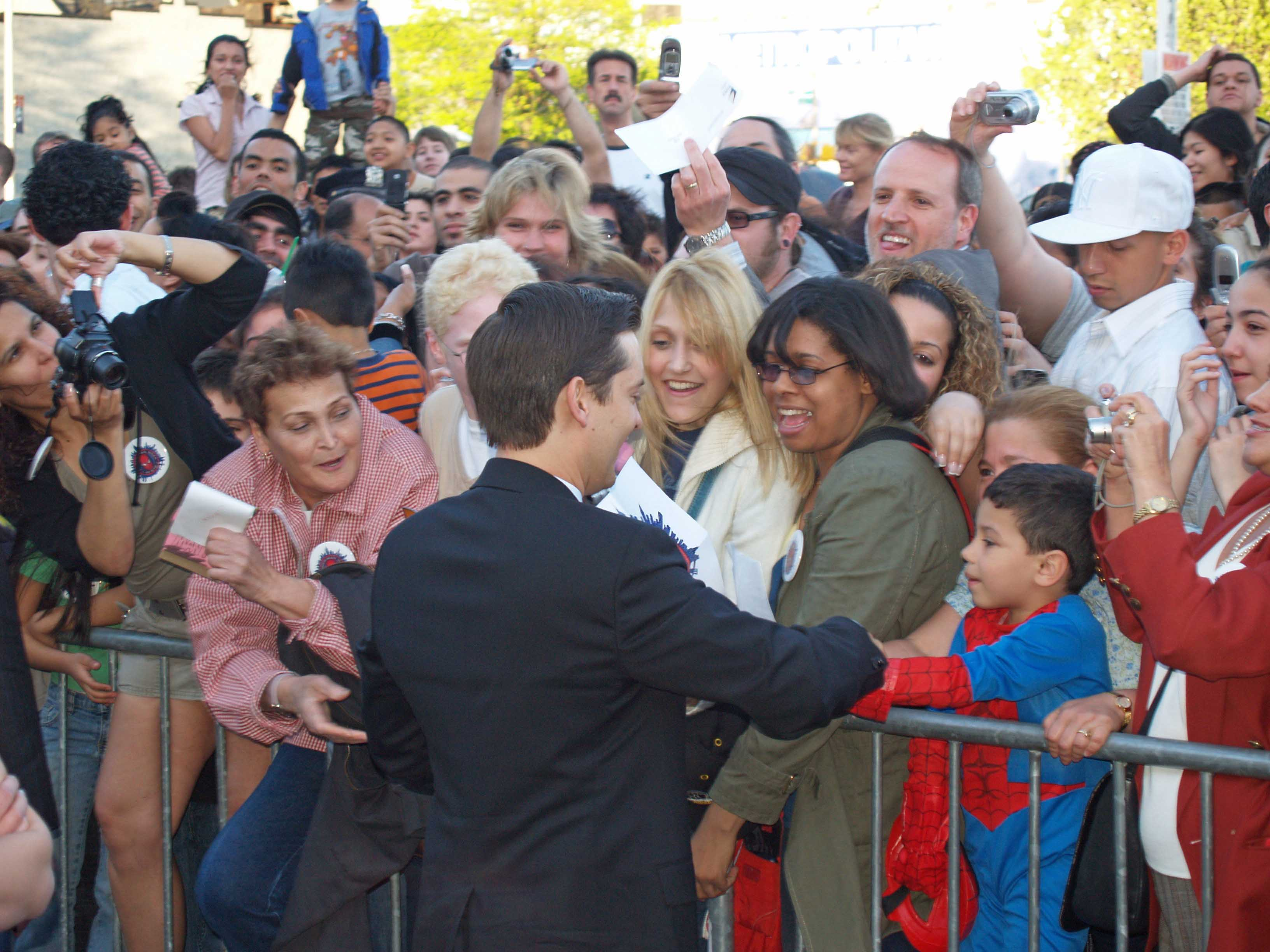
Tobey Maguire saluda els fans a la premier de Spider-Man 3, a Queens, Nova York

Un fan, simpatitzant, afeccionat, aficonat, seguidor, admirador o fanàtic és una persona amb afecció pronunciada fins a extrema per a un artista, un esportiu, un grup o un club. Prové de l'anglès fanatic, que significa seguidor fanàtic. El terme s'utilitza en particular en l'esport, l'art i la política. La comunitat dels fans d'una persona o cosa es diu de vegades amb l'anglicisme fandom. Sovint s'associa amb la imatge d'«hordes d'adolescents cridant, plorant, desmaiant-se i perseguint els seus músics preferits a la sortida dels estadis o a les xarxes socials».
Els fans poden organitzar-se en clubs de fans, crear una revista o fanzín, escriure contes i novel·les inspirats en el personatge admirat (fanficció). Els fans més extrems es diuen friquis.

## Característiques
Els fans solen tenir un interès suficientment fort com per fer alguns canvis en el seu estil de vida per la devoció a l'objecte de la seva atenció. Els fans tenen el desig de participar en interaccions externes: estan motivats per mostrar la seva implicació en el camp que els interessa mitjançant certs comportaments (assistir a convencions, publicar en línia, penjar pancartes amb la simbologia de l'equip a casa seva, etc.). Els fans sovint tenen el "desig d'adquirir" objectes materials relacionats amb el seu àmbit d'interès, com ara una pilota de beisbol, batiada per un famós jugador de beisbol, o una guitarra usada pel seu ídol musical. A més, alguns fans busquen la interacció social amb altres fans. Això pot prendre formes diverses: des de comunicació informal, correus electrònics, xats i llistes de correu electrònic fins a trobades personals regulars, com ara reunions de clubs de fans i convencions organitzades.
Hi ha diversos grups de fans que es poden dividir segons el nivell d'implicació o interès per l'afició (nivell de fanatisme). La probabilitat que l'interès per un tema es converteixi en fanatisme sembla dependre de la seva complexitat. La complexitat permet als fans estar interessats en el tema durant més temps a causa del temps necessari per estudiar-lo. Això també afavoreix un sentiment més fort d'afinitat degut als esforços mentals que es dediquen a l'estudi del tema.
Els fans sovint s'enamoren d'una estrella de cinema principal, estrella del pop, esportista o celebritat. Les groupies, per exemple, són fans d'un cert grup o músic que els segueixen durant les gires de concerts. El grau de devoció a les celebritats pot variar des d'una simple infatuació fins a la falsa creença que tenen una relació especial amb l'estrella, que en realitat no existeix. En casos extrems, això pot portar a una síndrome d'adoració a la celebritat o a l'assetjament.